# Gran Premio di Sakhir
Il Gran Premio di Sakhir è una gara automobilistica di Formula 1 che si è svolta per la prima volta nel 2020, al Bahrain International Circuit, in località Sakhir, alla periferia di Manama, capitale del Bahrein. È uno dei Gran Premi ospitati da una nazione del Medio Oriente, insieme a quelli di Bahrein, Abu Dhabi, Qatar e Arabia Saudita.

## Storia
In seguito alla pandemia di COVID-19 scoppiata a gennaio del 2020, la FIA ha dovuto stravolgere il calendario della stagione, attuando cancellazioni e rinvii per il protrarsi dell'emergenza sanitaria a livello mondiale. Il Gran Premio viene inserito nel calendario solo nel mese di agosto.
Dato il divieto di chiamare due prove diverse con il medesimo nome in uno stesso campionato in quanto già presente il Gran Premio del Bahrein, la Federazione denomina l'appuntamento come "Gran Premio di Sakhir" (Rolex Sakhir Grand Prix per motivi di sponsorizzazione), dal nome della località dove ha sede il circuito.
Il circuito di Manama ospita così per la prima volta due Gran Premi validi per il campionato mondiale di Formula 1, ma su due configurazioni diverse. Infatti questo Gran Premio verrà corso sulla configurazione del circuito chiamata Outer Circuit, caratterizzata da 11 curve e una lunghezza di 3 543 metri.

## Albo d'oro
| Anno | Circuito | Pilota       | Vettura                   | Resoconto |
| ---- | -------- | ------------ | ------------------------- | --------- |
| 2020 | Manama   | Sergio Pérez | Racing Point-BWT Mercedes | Resoconto |

## Statistiche
Le statistiche si riferiscono alle sole edizioni valide per il campionato del mondo di Formula 1 e sono aggiornate al Gran Premio di Sakhir 2020.

### Vittorie per pilota
| Pos. | Pilota       | Vittorie |
| ---- | ------------ | -------- |
| 1    | Sergio Pérez | 1        |

### Vittorie per costruttore
| Pos. | Costruttore  | Vittorie |
| ---- | ------------ | -------- |
| 1    | Racing Point | 1        |

### Vittorie per motore
| Pos. | Motore   | Vittorie |
| ---- | -------- | -------- |
| 1    | Mercedes | 1        |

### Pole position per pilota
| Pos. | Pilota          | Pole |
| ---- | --------------- | ---- |
| 1    | Valtteri Bottas | 1    |

### Pole position per costruttore
| Pos. | Costruttore | Pole |
| ---- | ----------- | ---- |
| 1    | Mercedes    | 1    |

### Pole position per motore
| Pos. | Motore   | Pole |
| ---- | -------- | ---- |
| 1    | Mercedes | 1    |

### Giri veloci per pilota
| Pos. | Pilota         | GPV |
| ---- | -------------- | --- |
| 1    | George Russell | 1   |

### Giri veloci per costruttore
| Pos. | Costruttore | GPV |
| ---- | ----------- | --- |
| 1    | Mercedes    | 1   |

### Giri veloci per motore
| Pos. | Motore   | GPV |
| ---- | -------- | --- |
| 1    | Mercedes | 1   |

### Podi per pilota
| Pos. | Pilota       | Podi |
| ---- | ------------ | ---- |
| 1    | Sergio Pérez | 1    |
| =    | Esteban Ocon | 1    |
| =    | Lance Stroll | 1    |

### Podi per costruttore
| Pos. | Costruttore  | Podi |
| ---- | ------------ | ---- |
| 1    | Racing Point | 2    |
| 2    | Renault      | 1    |

### Podi per motore
| Pos. | Motore   | Podi |
| ---- | -------- | ---- |
| 1    | Mercedes | 2    |
| 2    | Renault  | 1    |

### Punti per pilota
| Pos. | Pilota           | Punti |
| ---- | ---------------- | ----- |
| 1    | Sergio Pérez     | 25    |
| 2    | Esteban Ocon     | 18    |
| 3    | Lance Stroll     | 15    |
| 4    | Carlos Sainz Jr. | 12    |
| 5    | Daniel Ricciardo | 10    |
| 6    | Alexander Albon  | 8     |
| 7    | Daniil Kvjat     | 6     |
| 8    | Valtteri Bottas  | 4     |
| 9    | George Russell   | 3     |
| 10   | Lando Norris     | 1     |

### Punti per costruttore
| Pos. | Costruttore  | Punti |
| ---- | ------------ | ----- |
| 1    | Racing Point | 40    |
| 2    | Renault      | 28    |
| 3    | McLaren      | 13    |
| 4    | Red Bull     | 8     |
| 5    | Mercedes     | 7     |
| 6    | AlphaTauri   | 6     |

### Punti per motore
| Pos. | Motore   | Punti |
| ---- | -------- | ----- |
| 1    | Mercedes | 47    |
| 2    | Renault  | 41    |
| 3    | Honda    | 14    |